# Caracas
För andra betydelser, se Caracas (olika betydelser).
Caracas (uttal: /ka'rakas/), officiellt Santiago de León de Caracas, är huvudstaden i Venezuela, och huvudort för Venezuelas huvudstadsdistrikt. Staden är belägen i norra delen av landet i en dalgång mellan två bergskedjor, tio kilometer från Karibiska havet. Staden har cirka 2 miljoner invånare, med totalt 4,7 miljoner invånare i hela storstadsområdet. Staden ligger cirka 1 000 meter över havet.
Caracas är Venezuela administrativa, ekonomiska och kulturella centrum och har, främst till följd av landets oljeboom, haft en snabb tillväxt efter andra världskriget. Stadsbilden är modern med breda motorvägar och höghus, men stora slumområden breder ut sig på sluttningarna runt stadskärnan. Industrin, bland annat bilfabriker, livsmedels- och kemisk produktion, ligger framförallt i förstäderna. Motorväg förbinder Caracas med hamnstaden La Guaira och den internationella flygplatsen vid kusten. Staden har flera universitet och högskolor, museer och bibliotek. Frihetshjälten Simón Bolívar som föddes i Caracas, är begravd i stadens Pantheon. Katedralen från 1567 ligger i stadens gamla centrum, Plaza Bolívar.

## Historia
Caracas grundades 1567 som Santiago de León de Caracas av den spanska upptäcktsresanden Diego de Losada. Francisco de Miranda föddes i Caracas.
Den 26 mars 1812 förstördes staden av en jordbävning och myndigheterna förklarade att det berodde på att Gud straffade folket för deras uppror mot den spanska kronan. Venezuela hade en period med stark tillväxt under 1900-talets första del tack vare petroleum, och då blev Caracas ett viktigt ekonomiskt centrum i Latinamerika.

## Administrativ indelning
Staden Caracas utgör ett huvudstadsdistrikt (distrito capital) som även är en kommun (municipio). Kommunens formella namn är Libertador och är indelad i 22 socknar (parroquias):
- Altagracia
- Antímano
- Candelaria
- Caricuao
- Catedral
- Coche
- El Junquito
- El Paraíso
- El Recreo
- El Valle
- La Pastora
- La Vega
- Macarao
- San Agustín
- San Bernardino
- San José
- San Juan
- San Pedro
- Santa Rosalía
- Santa Teresa
- Sucre
- 23 de Enero

### Distrito metropolitano
Caracas bildar tillsammans med fyra andra kommuner ett storstadsdistrikt (distrito metropolitano). Många av de fyra omgivande kommunernas administrativa funktioner styrs från Caracas, dock inte alla.
Kommuner i Distrito metropolitano (centralorter inom parentes):
- Libertador (Caracas)
- Baruta (Baruta)
- Chacao (Chacao)
- El Hatillo (El Hatillo)
- Sucre (Petare)

Den sammanlagda folkmängden i Distrito metropolitano var 2 904 376 invånare vid folkräkningen 2011, på en yta av 777 km².

## Storstadsområde
Caracas storstadsområde, Región metropolitana de Caracas, breder ut sig i de angränsande delstaterna Miranda och Vargas. Folkmängden uppgick till totalt 4 717 404 invånare vid folkräkningen 2011, på en yta av 5 270 km².
Kommuner som ingår i Región metropolitana de Caracas (centralorter inom parentes):
- Libertador (Caracas)
- Baruta (Baruta)
- Carrizal (Carrizal)
- Chacao (Chacao)
- Cristóbal Rojas (Charallave)
- El Hatillo (El Hatillo)
- Guaicaipuro (Los Teques)
- Independencia (Santa Teresa del Tuy)
- Lander (Ocumare del Tuy)
- Los Salias (San Antonio de Los Altos)
- Paz Castillo (Santa Lucía)
- Plaza (Guarenas)
- Simón Bolivar (San Francisco de Yare)
- Sucre (Petare)
- Urdaneta (Cúa)
- Vargas (La Guaira)
- Zamora (Guatire)

## Sport

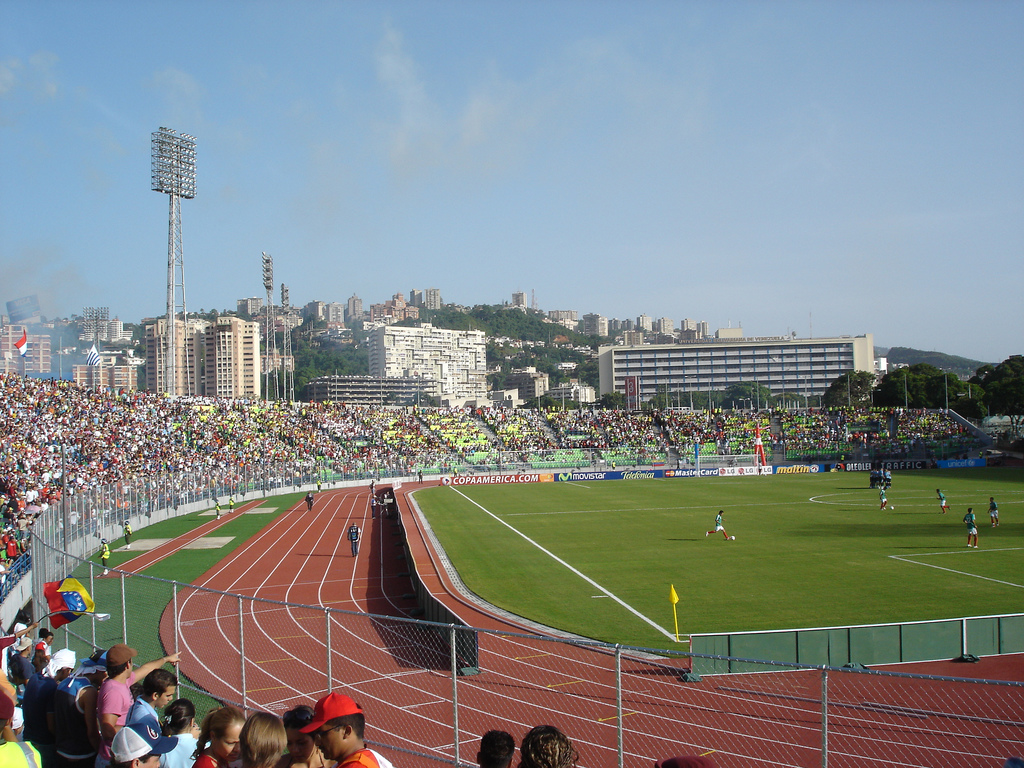
Olympiastadion.

Caracas har två stora fotbollsstadion: Olympiastadion med 35 000 sittplatser och Brigido Iriartestadion med 25 000 sittplatser.
Det finns även en basebollarena, Estadio Universitario, med 33 000 sittplatser.

## Transport
1983 invigdes Caracas tunnelbana, och den är det säkraste och snabbaste sättet att förflytta sig i staden.

## Kriminalitet
I CCSP-JP:s (El Consejo Ciudadano para la Seguridad Publica y la Justicia Penal / ”Medborgarrådet för allmänhetens säkerhet och rättvisa”) årliga undersökning över världens farligaste städer kom Caracas på andra plats när listan för 2014 redovisades den 24 januari 2015.

## Sevärdheter

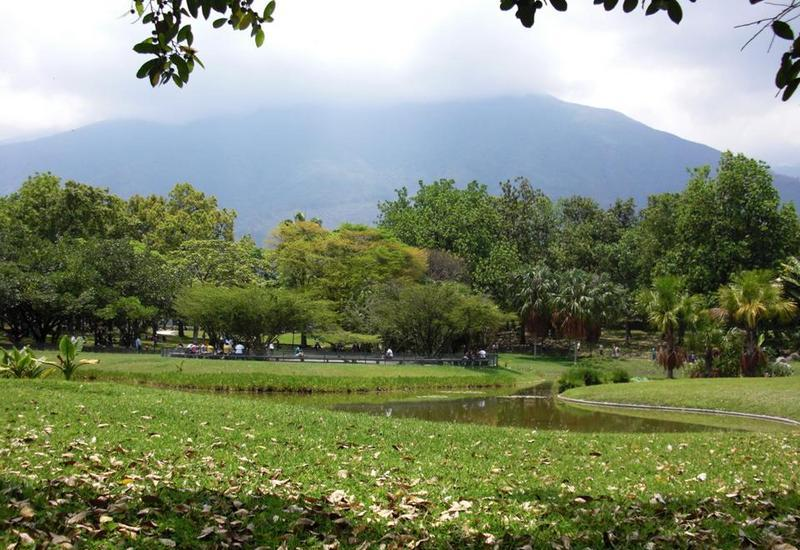
Parque del Este
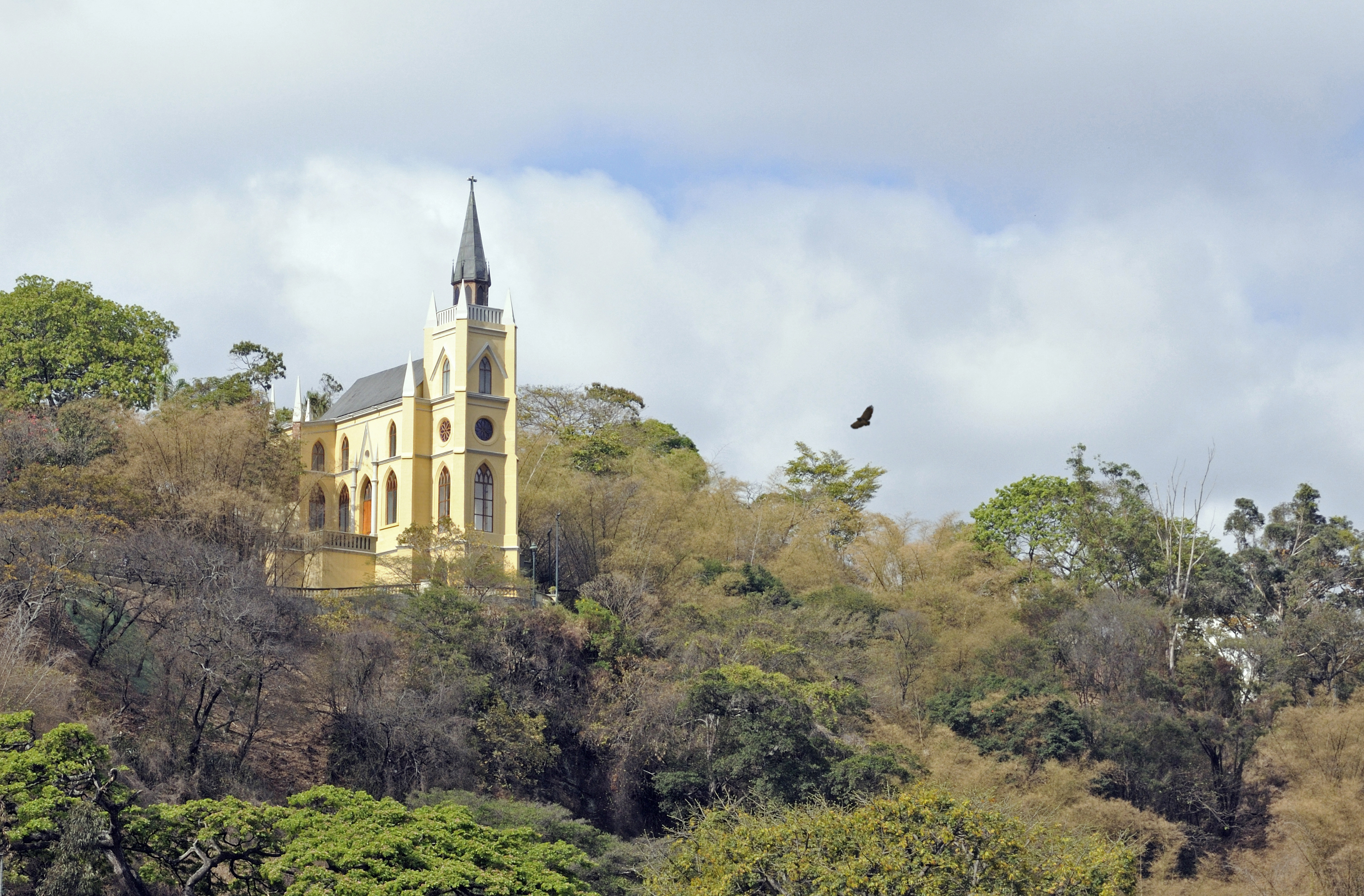
Lourdes Chapel
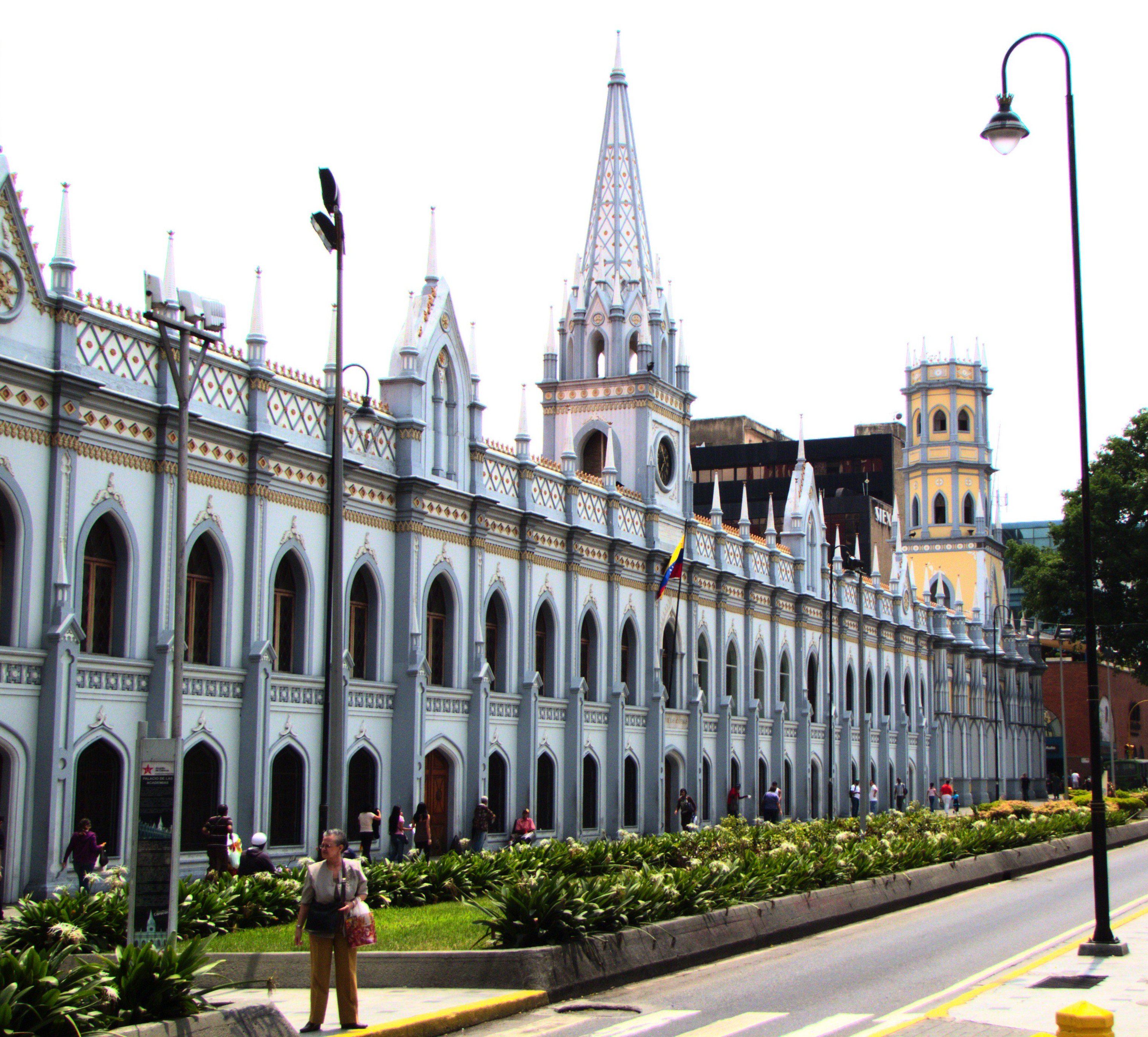
Palacio de las Academias
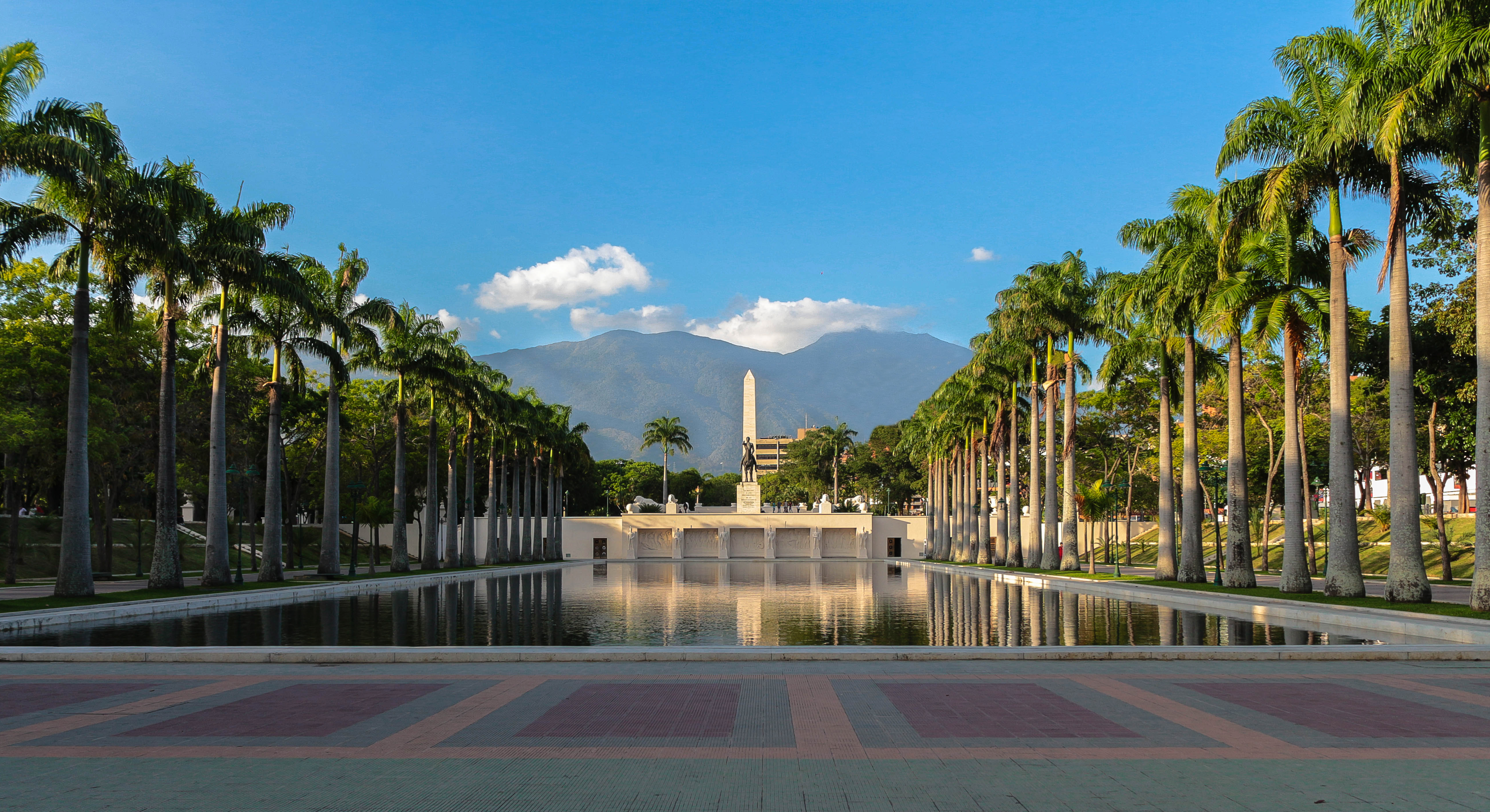
Paseo Los Proceres
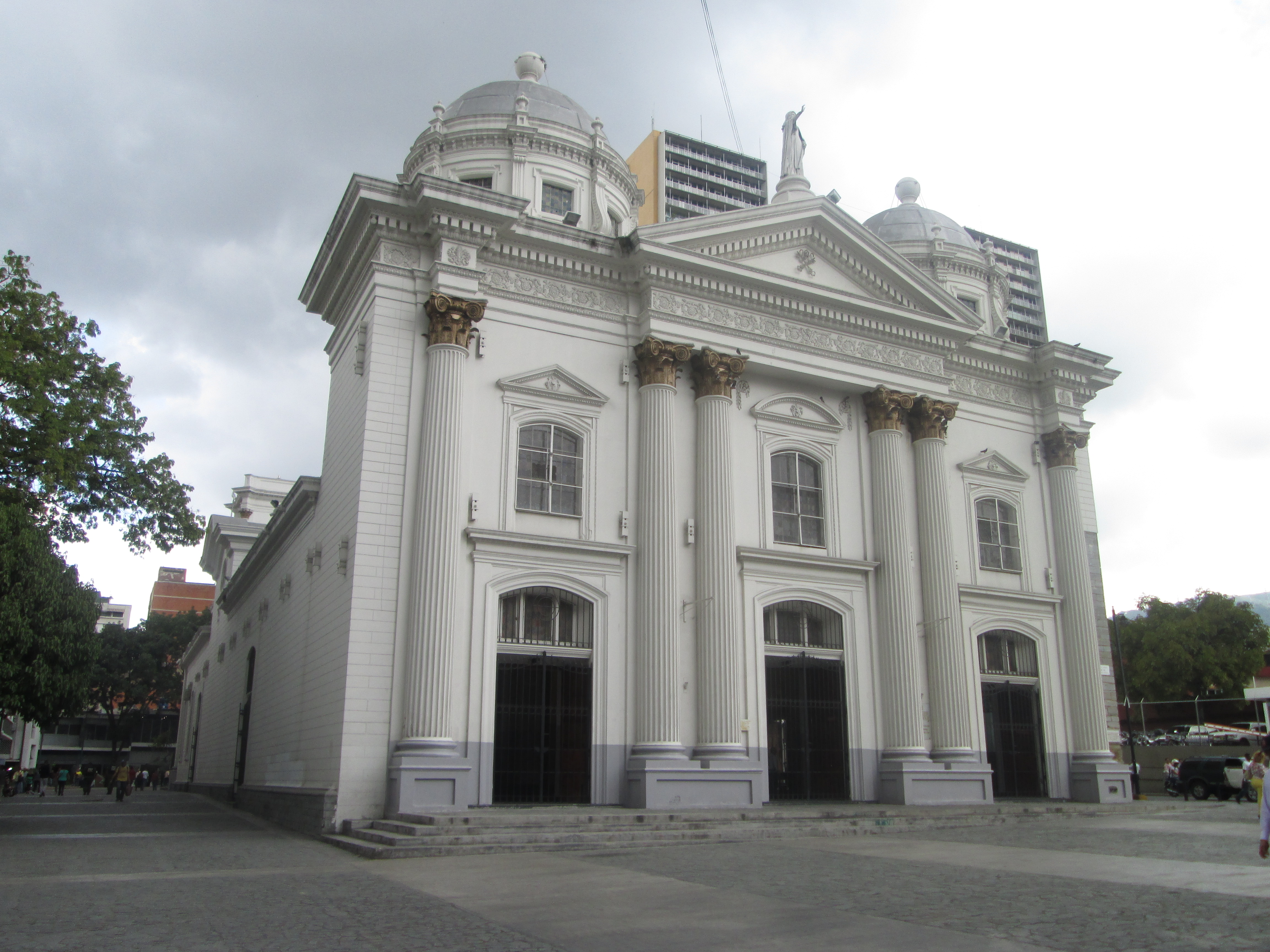
Basilica de Santa Teresa Historic Center
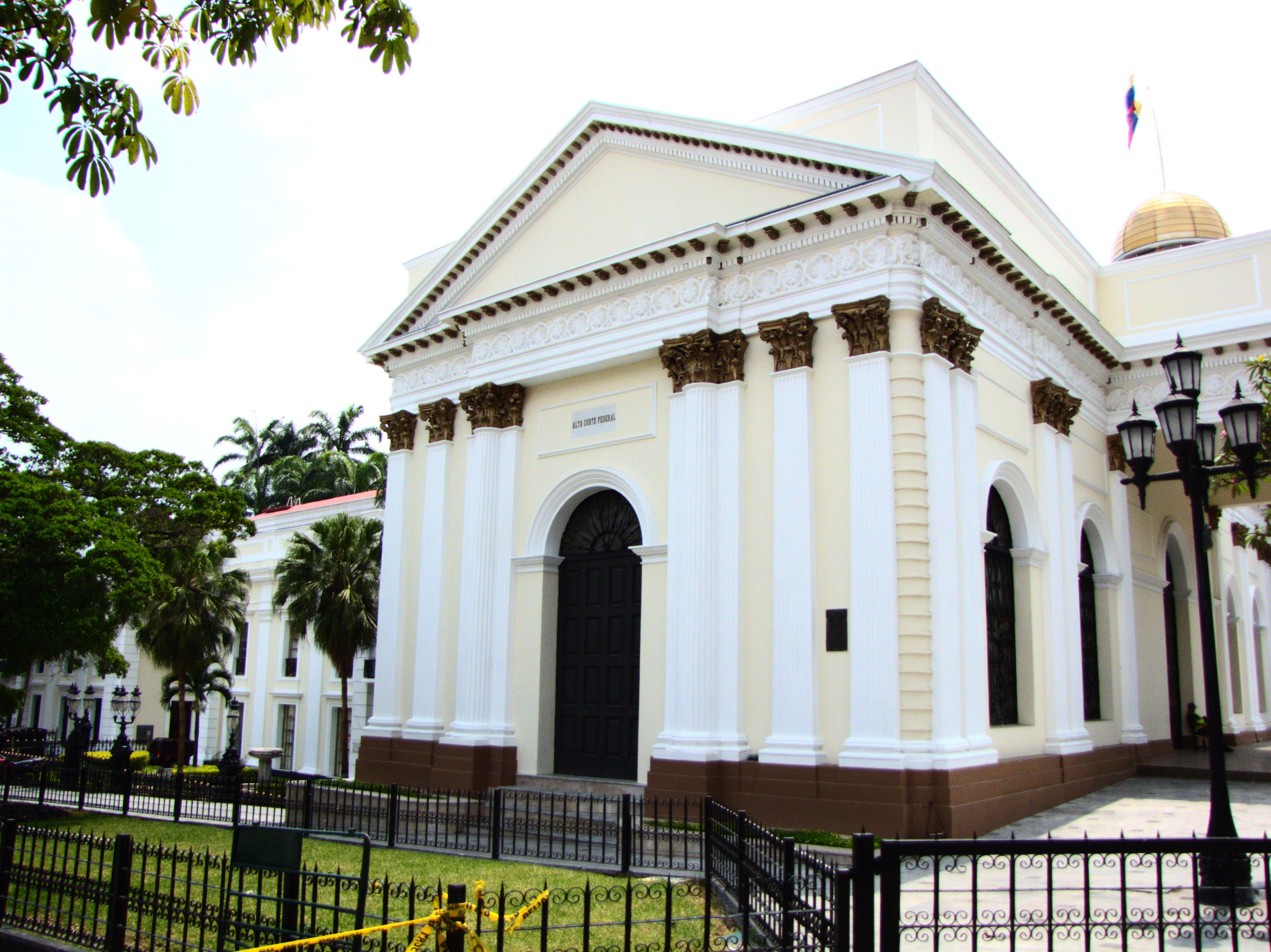
Federal Capitol
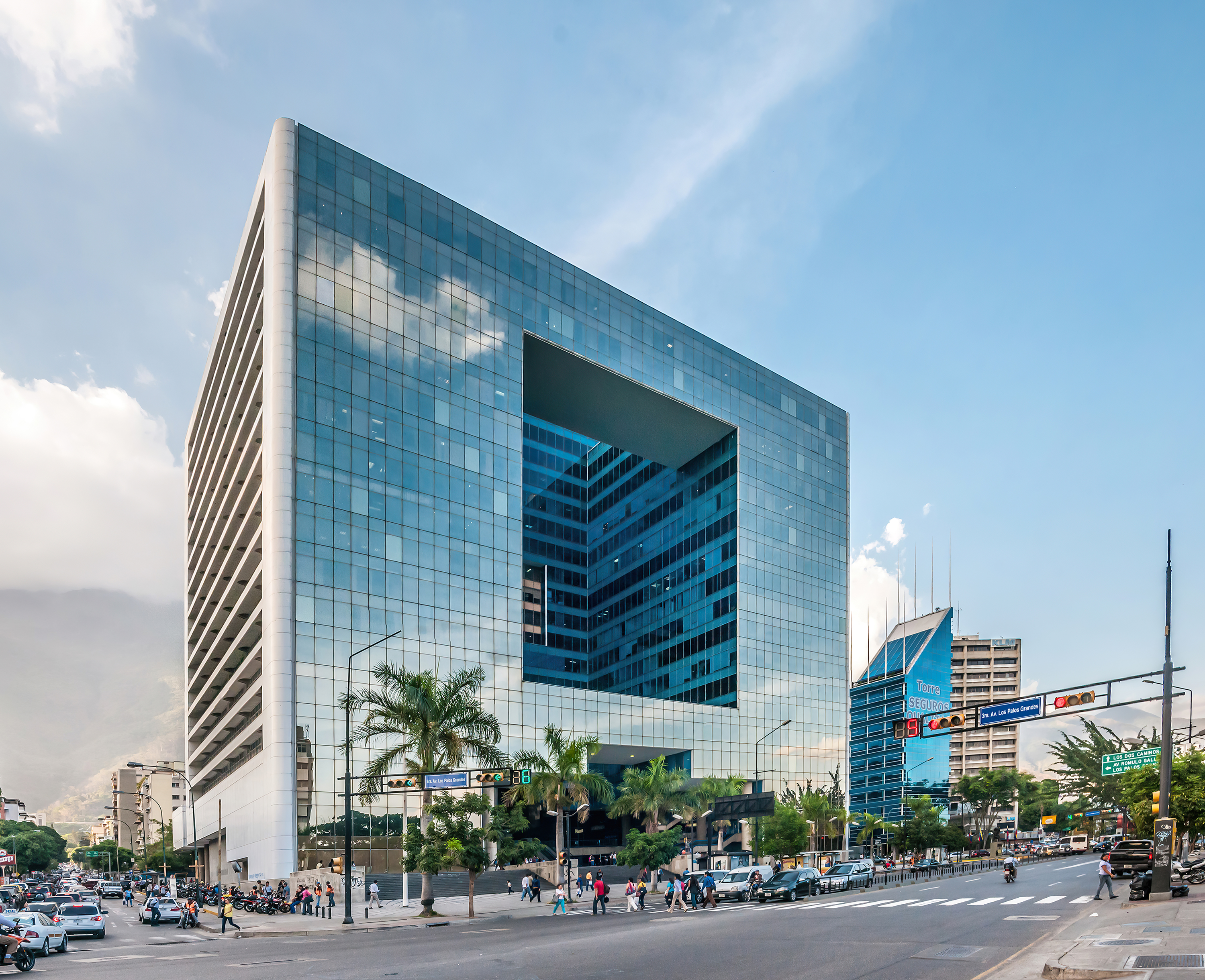
Parque Cristal
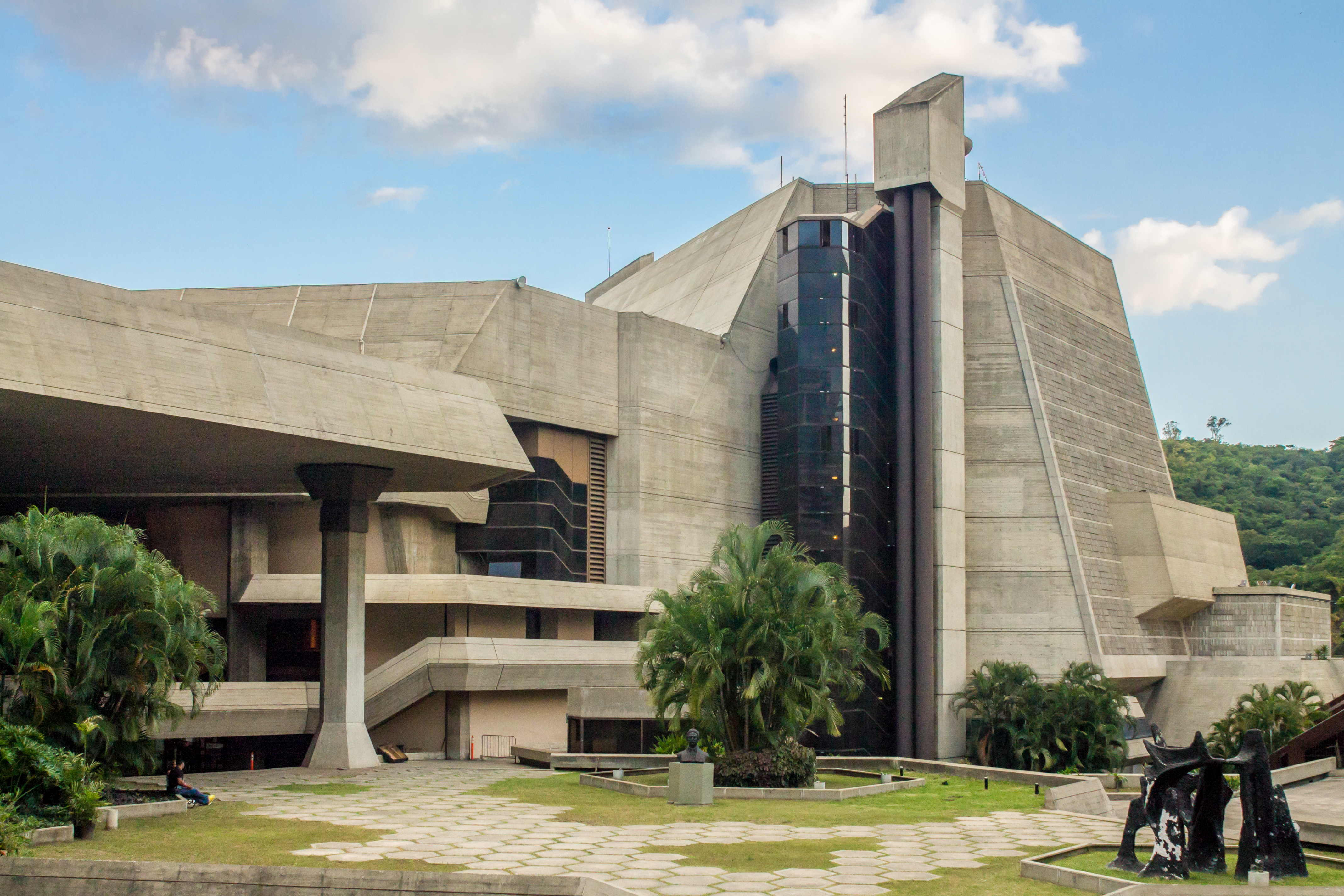
Teresa Carreño Cultural Complex
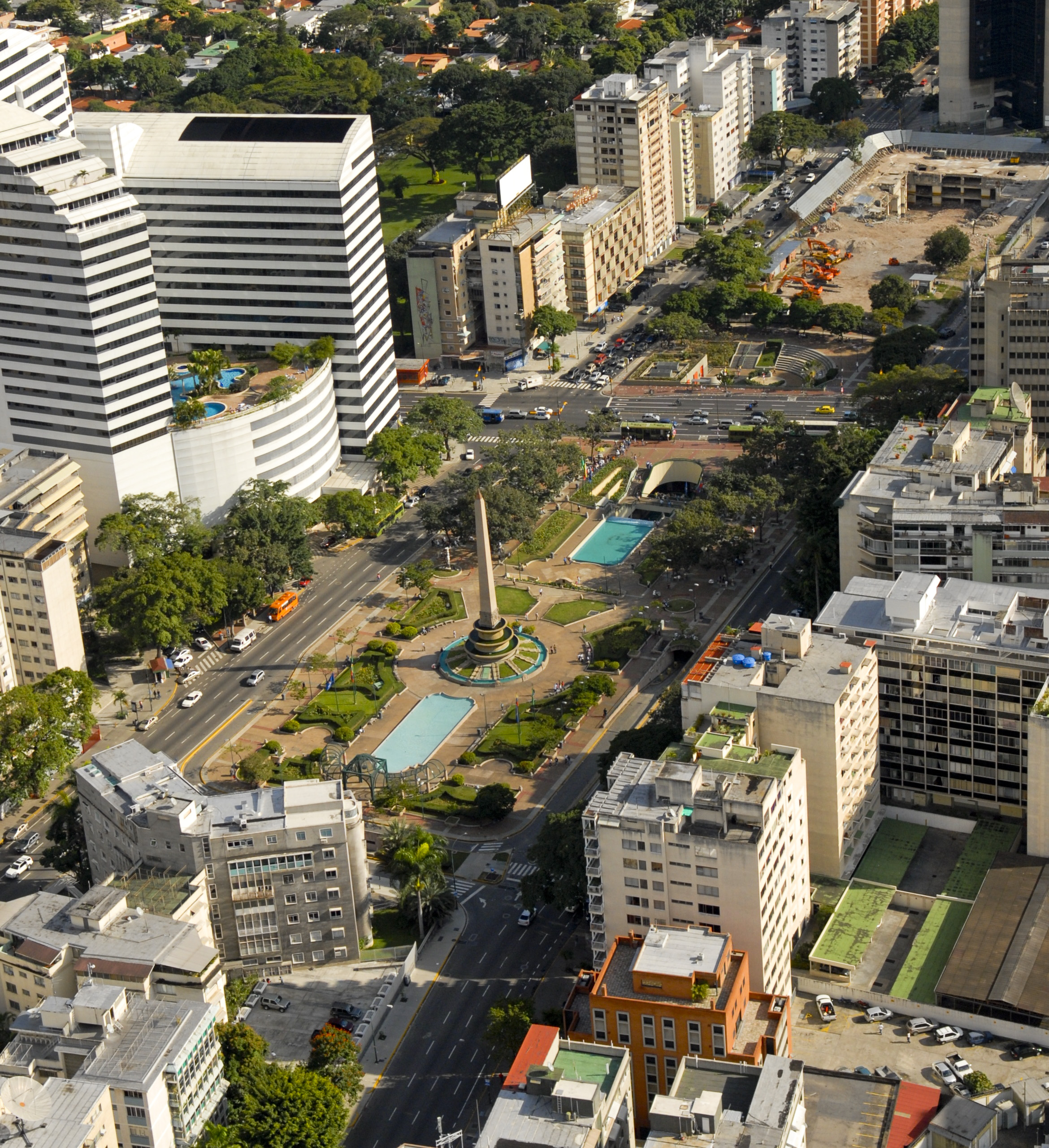
Aerial view of Plaza Altamira
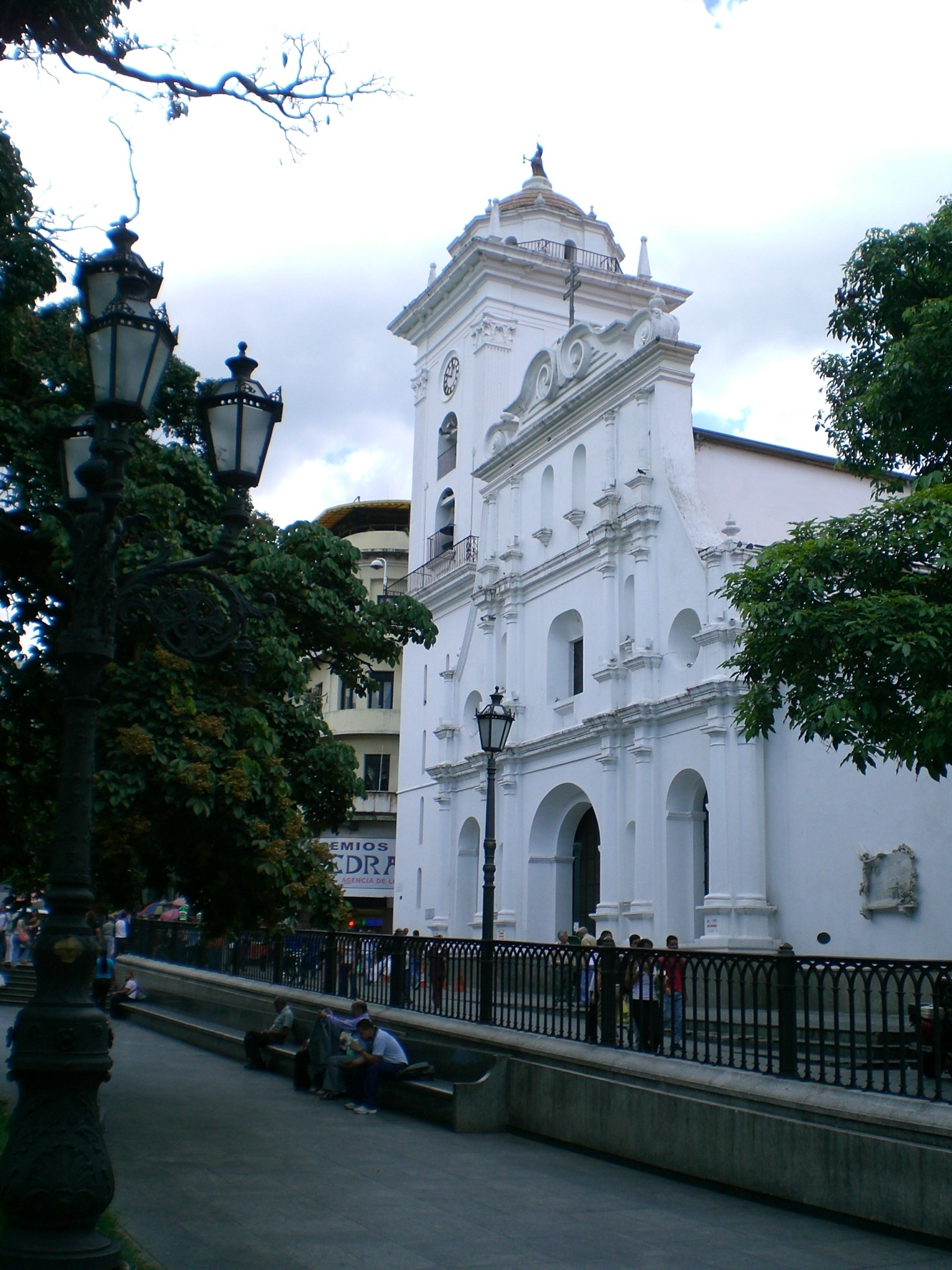
Caracas Cathedral

## Kända personer
- Francisco Rodríguez, basebollspelare[9]